# Philonoé

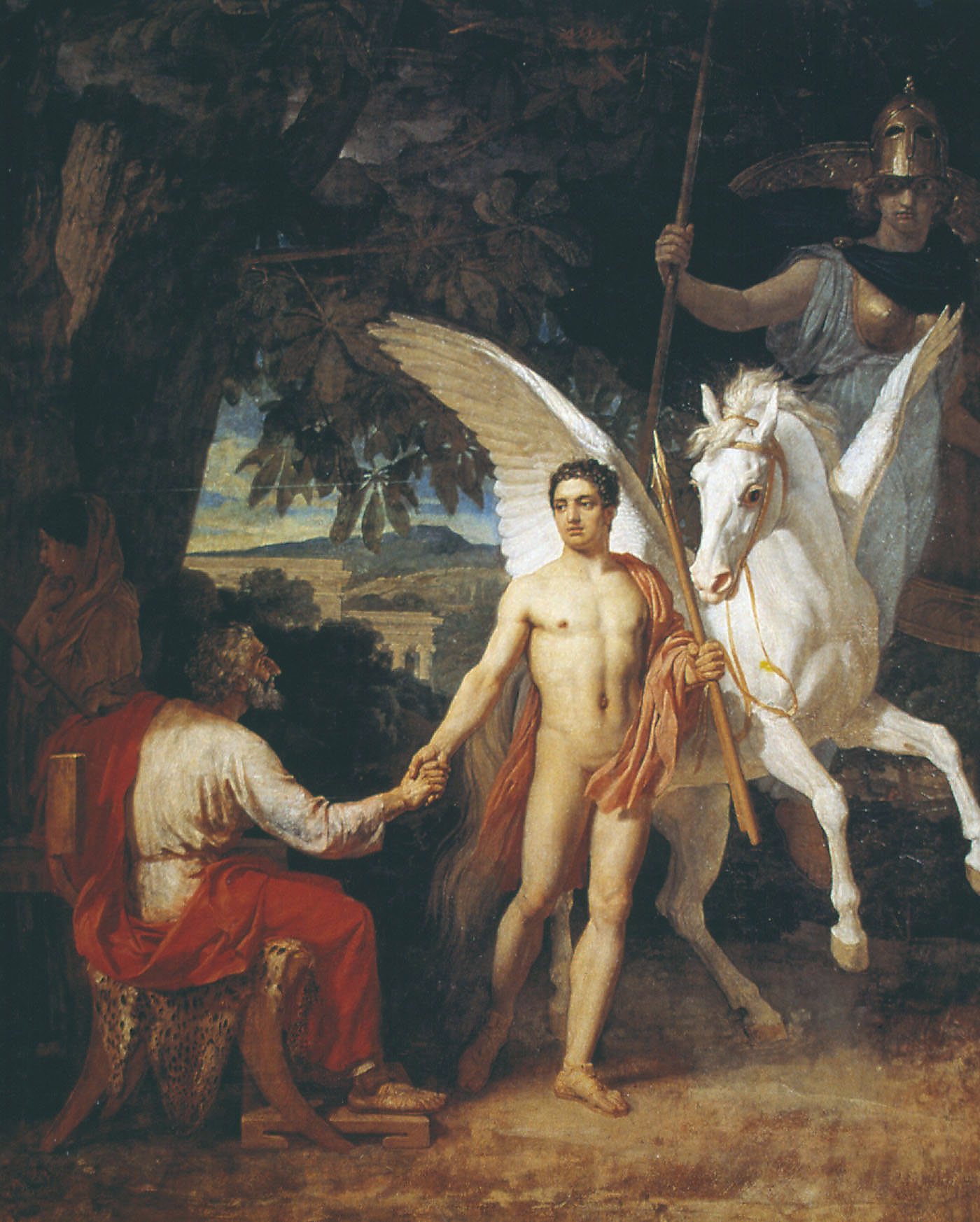
Dans la pénombre, à gauche, Philonoé derrière son père Iobatès, Bellérophon, Pégase et Athéna, representés sur une peinture de 1829 d'Alexandre Ivanov.

Dans la mythologie grecque, Philonoé (en grec Φιλονόη / Philonoe) est la fille du roi Iobatès de Lycie, la soeur d'Anthéa (Illiade) et l'épouse de Bellérophon, avec qui elle a eu trois enfants : Hippoloque, Isandros et Laodamie, la mère du héros Sarpédon.

## Noms
Philonoé est également connue sous plusieurs autres noms : Alkimedousa, Anticléia, Pasandra ou Cassandra.

## Mythe
La sœur de Philonoé, la reine Anthéa, bien que mariée au roi Proétos d'Argos, était amoureuse du beau Bellérophon, un Corinthien qui avait trouvé refuge dans leurs terres de l'Argolide. En effet il avait été forcé de quitter sa patrie après avoir causé la mort accidentelle d'un personnage nommé Belléros. Folle de passion, Anthéa tente de le séduire par tous les moyens. Chez Hygin, elle en vient même à lui proposer le trône de son mari mais elle est toujours repoussée par Bellérophon. En colère et de crainte qu'il ne dévoile ses actions, elle finit par le calomnier, l'accusant auprès de Proétos d'avoir cherché à la séduire. Proétos ne pouvant pas tuer son hôte, il décide de l'envoyer chez son beau-père, le roi de Lycie Iobatès, afin que ce dernier puisse laver l'honneur de la reine.
Iobatès, après avoir lu la lettre que Proétos avait confié à Bellérophon (sur les conseils d'Anthéa selon certaines versions) et qui disait de tuer le porteur de la lettre, lui ordonna de tuer la monstrueuse Chimère, pensant qu'il mourrait dans cette tentative. Bellérophon, monté sur son cheval ailé Pégase, réussit à vaincre le monstre. Le roi lui ordonna alors de lutter contre les Amazones mais le demi-dieu triompha encore. Dépité, il envoya ses meilleurs soldats pour le tuer dans une embuscade, mais il échoua également. Voyant le courage et la force de son hôte, il pensa qu'il était sous la protection des divinités de l'Olympe et lui montra la lettre l'invitant à rester dans son royaume, ce qu'il accepta avec plaisir. Non seulement cela, mais le roi lui offrit la main de sa fille Philonoé, qu'il épousa, et une part importante du domaine royal, en plus de lui léguer son royaume à sa mort. La légende raconte qu'Anthéa, après avoir tout découvert, n'a pas pu le supporter et se suicida,.
Philonoé eut trois enfants de son union avec Bellérophon : Hippoloque, Isandros et Laodamie, la mère du héros Sarpédon.